# TATA LPT-1618
ТАТА LPT-1618 — индийский среднетоннажный грузовой автомобиль грузоподъёмностью до 10,2 т с антиблокировочной системой производства Tata Motors. Представлен на Столичном автошоу 2012 года в Украине, где производится на Бориспольском автозаводе и продаётся под маркой БАЗ-Т1618 «Подорожник».

## Технические характеристики
Автомобиль комплектуется четырёхтактным дизельным двигателем с турбонаддувом ТАТА 697 ТС 68 Евро-3, объёмом 5675 см3, мощностью 180 л. с., крутящим моментом 630 Н*м. КПП — 5 ступенчатая механическая. Колёсные диски и шины — 11/R22,5.

## TATA LPK-1618
ТАТА LPK-1618 — самосвал с кабиной от Mercedes-Benz LN и двигателем Cummins ISBe 5.9 180 40 Евро-4, мощностью 134 кВт при 2500 об/мин и крутящим моментом 700 Н*м при 1200—1700 об/мин. Полная масса составляет 16200 кг, тогда как объём двигателя составляет 5883 см3. Колёсная база составляет 3580 мм.